# 2203 van Rhijn
2203 van Rhijn је астероид главног астероидног појаса чија средња удаљеност од Сунца износи 3,109 астрономских јединица (АЈ).
Апсолутна магнитуда астероида је 11,5.